# Chokak Hamam
Chokak Hamam (em azeri:  Çökək hamam) é um hamam histórico em Ganja, Azerbaijão, perto da Mesquita Juma.

## História
O Chokak Hamam foi construído em Ganja em 1606 com o projeto do arquiteto Bahā al-dīn al-Āmilī. A mistura argila-cal e tijolo vermelho foram usados na construção do edifício. Tem uma grande cúpula e duas pequenas. Foi reparado em 2003 pelo Ministério da Cultura do Azerbaijão, Departamento de Reparos. O edifício é um centro de artes decorativas. Desde 2014, o hammam funciona como hammam de um dos hotéis da Ganja.

## Galeria

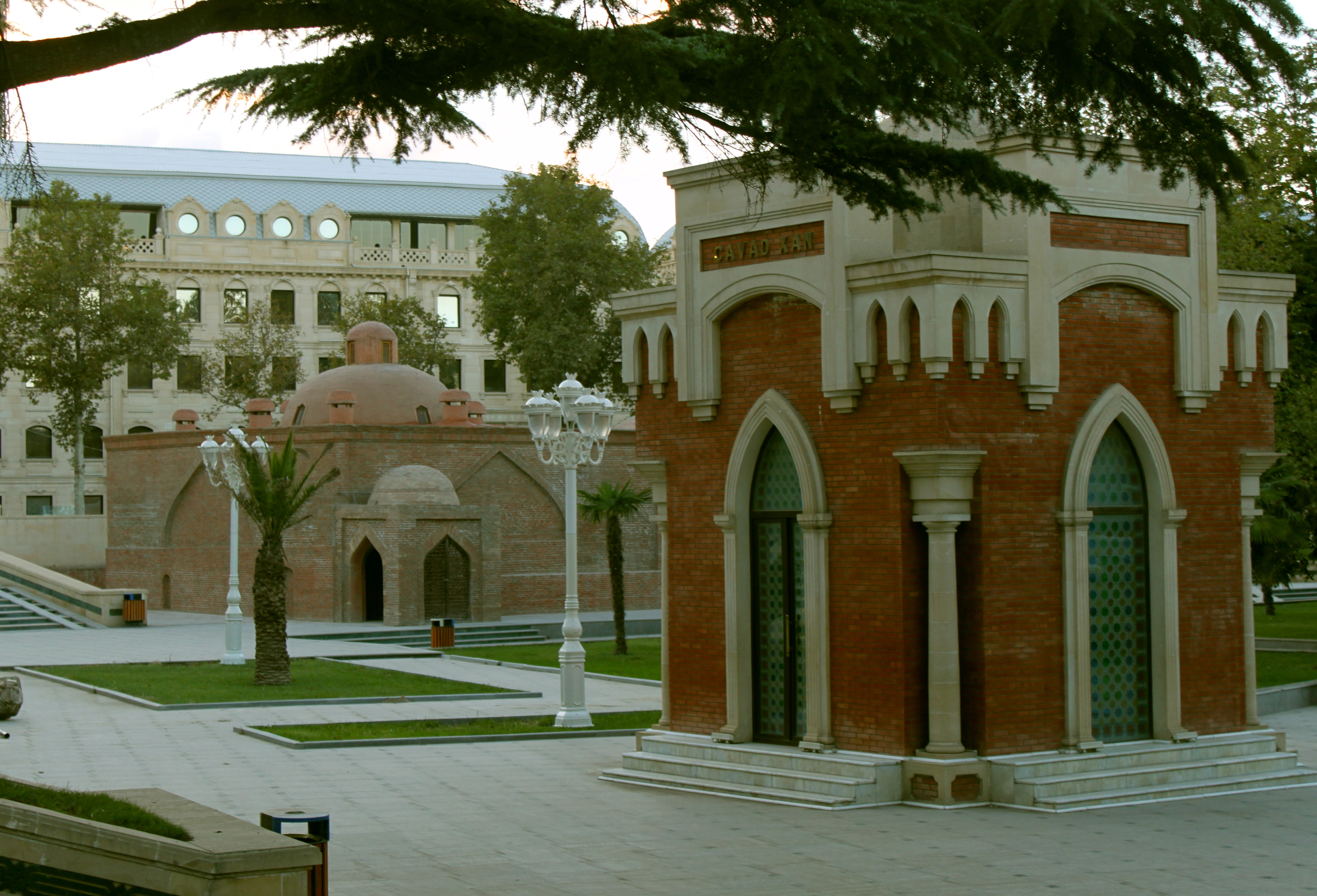
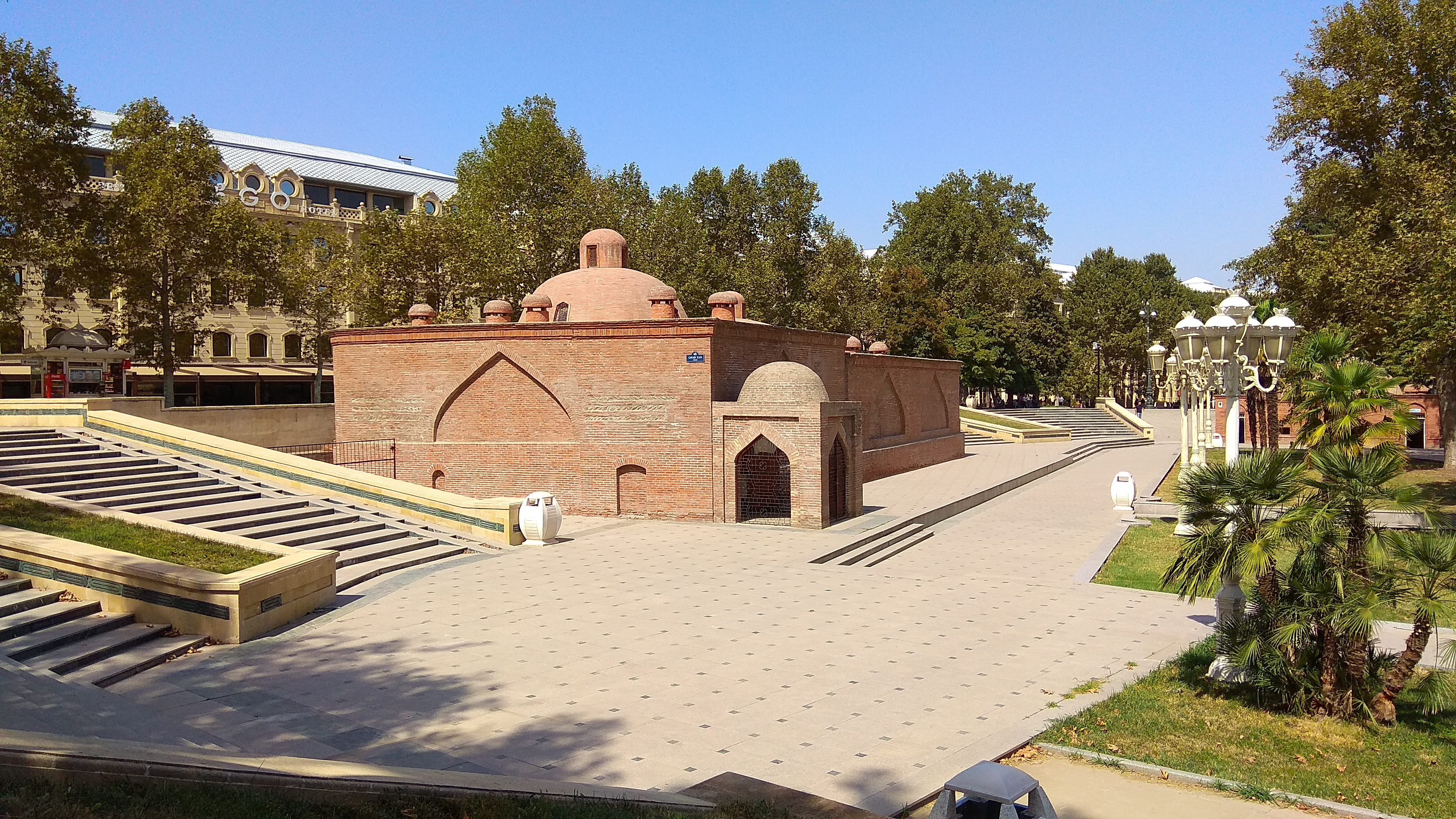
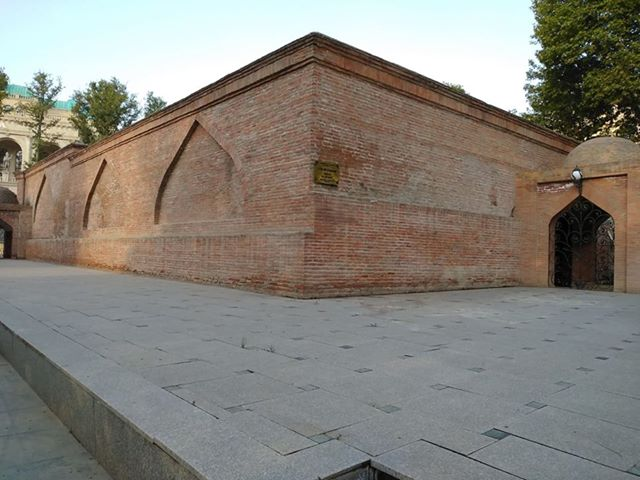
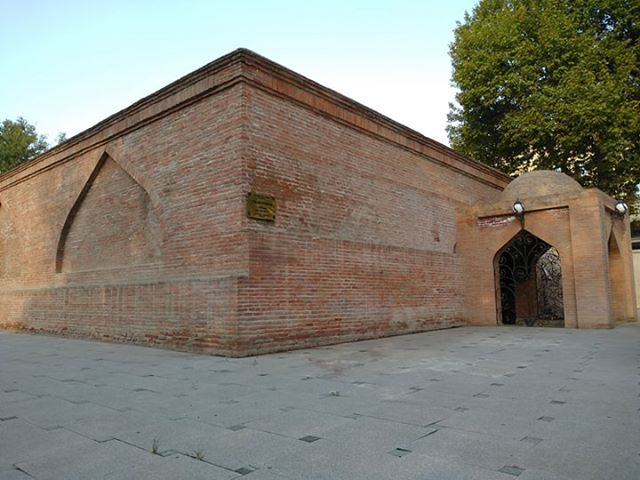